# 欧州石炭鉄鋼共同体
欧州石炭鉄鋼共同体（おうしゅうせきたんてっこうきょうどうたい、英語：European Coal and Steel Community、略称：ECSC）は、冷戦期に欧州6か国が設立し、歴史を経て欧州連合となった国際機関。
国際カルテルから生まれ、生産割当・価格制限・情報共有・投資調整・安全保障・エネルギー政策といった機能が不可分に結びついていた。第二次世界大戦前における石炭、鉄鉱石の関税撤廃も目的の１つである。

## 概要
欧州石炭鉄鋼共同体はシューマン宣言に基づき、1951年のパリ条約により設立された。条約の調印にはフランスとドイツ（当時は西ドイツ）だけでなく、イタリアとさらにオランダ、ベルギー、ルクセンブルクのベネルクス3か国も加わった。欧州石炭鉄鋼共同体の発足によりこれらの調印国の間で石炭と鉄鋼の共同市場を創設することが企図されていた。欧州石炭鉄鋼共同体は加盟国政府の代表、議会の議員、独立の立場にある司法の監督を受ける最高機関の下で運営がなされた。
1956年、石炭価格規制が解除されて加盟国間で価格が自由化された。自由化直後は、翌年に連邦議会選挙を控えて、ゲオルクを解散するなどして石炭価格は低く抑えられていた。選挙が済むやいなや、炭鉱会社は価格の引き上げをECSCの高等機関へ一斉に働きかけた。価格は据え置かれて、石炭需要側はアメリカ炭に切り替え出した。そこで西ドイツは1969年まで石油税を課した。
1957年のローマ条約では欧州経済共同体と欧州原子力共同体が設立された。欧州石炭鉄鋼共同体は、これらと加盟国や一部の機関を共有した。1958年にアメリカ炭がダンピングをかけてきて、また1960年には世界の重油価格が1958年比で5/8程度に急落した。
1967年、ローマ条約に鼎立した欧州諸共同体の運営機関が統一された。諸共同体は存置された。この後西ドイツは年率10％のペースで石油の消費量を増やし、天然ガスの使用量も倍増させ、原子力発電も実用化しだした。より具体的には、ジーメンスとAEGの共同子会社KWU が、AEI系7カ国コンソーシアムのTNPG と技術協定を結んだ。TNPG は既にヒンクリー・ポイントBを建設した実績があった。後にハンターストン原子力発電所B原発も建設する。
これより先、欧州石炭の国際競争力は失墜した（#成果と失敗）。外資が投下され、金融面ではユニバーサル・バンク化が進んだ。ベルリンの壁崩壊翌年にドイツで固定価格買い取り制度が導入された。
2002年にパリ条約が失効し、特に更新もなく、欧州石炭鉄鋼共同体の活動や資源は欧州共同体にうけつがれた。

## カルテルの究極
パリ条約第65条は原則としてカルテルを一切禁止する。過度経済力集中排除法にあたる規定も存在した。
しかし共同市場は産業の合理化に都合が良いから標榜されたのであって、参加国の独占資本には抜け道が用意してあった。共同体は、自らの権限で生産割当や価格制限をすることができたし、場合によってカルテルを認可することもできた（65条第2項）。認可された例は、西ドイツ製鉄メーカーのアメリカ炭輸入協定、イタリア・フランスの薄板・特殊鋼供給契約、そしてベルギーの鉄鋼カルテルである。認可の下りなかった例として、西ドイツ・イタリアの鉄くずカルテルがあるけれども、共同体全体でスクラップの共同輸入を1953年から1958年末にかけて行い、事実上そのカルテルを存続させた。共同体内に発生したスクラップには賦課金をかけ、輸入鉄くずに補償金を与えた。しかも鉄くずの使いすぎに罰金を課して、銑鉄使用に補助金を出した。
また、民間企業の設備投資は原則として各企業の自由であった。しかし共同体は五カ年計画のようなこともやった。民間企業から投資設計を報告させるなどして需要予測を立てた。それに照らして需給バランスに問題を認めるときは、警告したり自ら救済融資に動いたりすることができた。1957年に銑鉄が不足し鉄くずの消費が増大したときは、警告の上銑鉄部門に融資を行った。また、この数年後にわたり共同体は西ドイツ鉄鋼メーカーへ何度も融資をした。それは例えばザルツギッターへの1億マルク信用保証とか、ティッセン事業拡大への融資などである。この頃ちょうど共同体はクーン・ローブなどから多額の融資を受けており、外の金融カルテルとも関係していることが分かる（ベルギー#独立と永世中立国化を参照）。共同体は、生産割当・価格制限・情報共有というカルテルの伝統的な機能だけでなく、投資調整まで可能であった。
共同体の機関は最高機関、共同総会、閣僚特別理事会、司法裁判所の四部構成であるが、そのうち共同総会と司法裁判所は共同体の設立からほどなく欧州原子力共同体と共有された。欧州石炭鉄鋼共同体発足時は原子力大国フランスの発言力が大きかった。原子力問題省Bundesministerium für Atomfragen の設立とチュニジアの独立を経た後、1958年、西ドイツ下院で核武装が決議された。ボタンはNATO が持つことになった。これはニュークリア・シェアリングと呼ばれている。そしてこの頃、共同体は西ドイツ鉄鋼メーカーへ継続的に資金を提供していたのである。共同体は、投資調整と安全保障とエネルギー政策を不可分な形で担ったのである。
共同体内の鉄鋼業は国際輸出カルテルを結んでいた。1953年3月に発足したブラッセル・コンベンションである。原加盟国はフランス・ベルギー・ルクセンブルクであったが、同年9月オランダと西ドイツが参加した。いつしかイタリアも加盟した。協定品目は画期的、つまり鉄なら大体全部であった。罰金の徴収・管理は戦前から引続きスイス信託会社が請け負った。ブラッセル・コンベンションは共同体内よりも高い価格で輸出し、関税及び貿易に関する一般協定の総会で問題にされた。最高機関はブラッセル・コンベンションを条約違反と宣言したが、条約の規制する競争制限は共同体内に限り輸出は規制外という抗弁が通ってしまった。
1968年、ブラッセル・コンベンションはブラッセル体制を敷いた。そしてこの年にユーロクリアができたのである。

## 歴史
1919年に出版した『平和の経済的帰結』において、ジョン・メイナード・ケインズがヴェルサイユ条約を「ヨーロッパの経済復興に資する条項を一つだに設けていない」と批判した。そこでケインズが示した具体案にはECSC構想と理解できる部分が存在した。それは次のような計画であった。連合国が設立した石炭委員会を国際連盟の付属機関として、ここにドイツだけでなく中東欧諸国と北欧中立国も参加させ、国際連盟の管理下で石炭生産体制をつくるというものである。
1926年に結ばれたEntente internationale de l'acier という国際カルテルがECSC の土台となった。
1950年5月9日（のちにヨーロッパ・デーとされる）に発表されたシューマン宣言は次のように述べている。
この提案は経済の成長を促し、また長らく敵対してきたフランスとドイツとの間での平和を強固にするということが目的とされている。石炭と鉄鋼は国家が戦争を起こすのに欠かせない資源であり、敵同士であった両国の間でこれらの資源を共有するということはきわめて象徴的なものとして受け止められた。そのためシューマンの構想は「ヨーロッパ連邦」の第一歩としても捉えられている。

### 政治的圧力
西ドイツではヨーロッパの労働組合や社会主義者の支持を受けているにもかかわらず、社会民主党がシューマンの構想に反対することを決定した。フランスや資本主義、コンラート・アデナウアーに対する個人的な不信感とは別にクルト・シューマッハーは、「6か国による小ヨーロッパ」という統合の概念は社会民主党の党是であるドイツ再統一を覆すもので、西側諸国のアルトラナショナリズムや共産主義の動きを強めるものだと主張した。またシューマッハーは、欧州石炭鉄鋼共同体では鉄鋼産業の国有化が不可能となり、「カルテル、聖職者、保守派」のヨーロッパが独占することになると考えていた。
フランスでは、シャルル・ド・ゴールがかねてより経済圏の「連携」を支持しており、また1945年にはルール地方の資源開発を行う「ヨーロッパの同盟」について語っていた。ところがド・ゴールは欧州石炭鉄鋼共同体について、「見せかけの共有」 "le pool, ce faux semblant" と表現している。ド・ゴールは、欧州石炭鉄鋼共同体がヨーロッパの統合においては不十分な「断片的なアプローチ」であり、また共同体におけるフランス政府の優位性があまりにも弱すぎると考えていたのである。また議員総会がヨーロッパ市民の選挙で選ばれていないことからスープラナショナル機関として欧州石炭鉄鋼共同体は不完全なものであるとも考え、欧州石炭鉄鋼共同体の設立はアメリカ主導の経済復興からの脱却であるというレイモン・アロンの主張を受け入れなかった。このような状況でド・ゴール率いるフランス国民連合はパリ条約批准承認にあたって、国民議会で反対にまわった。
このような反対勢力があったものの、欧州石炭鉄鋼共同体は設立されることになった。

### 条約
欧州石炭鉄鋼共同体を設立することがうたわれた100か条にわたるパリ条約は1951年4月18日にフランス、西ドイツ、イタリア、オランダ、ベルギー、ルクセンブルクによって調印された。パリ条約により史上初のスープラナショナリズムに基づく国際機関が設立されることになり、またそもそもが石炭と鉄鋼の共同市場の設立が目的であったものが、共同体における経済の拡大、雇用の増進、市民の生活水準の向上といったことも狙いとなっていた。さらに共同市場は、安定と雇用を確保する一方で高水準の製品の流通を合理化するということも企図されていた。石炭の共同市場は1953年2月10日に、鉄鋼市場は同年5月1日にそれぞれ開設された。欧州石炭鉄鋼共同体が発足したことをうけて、ルール国際機関はその役目を欧州石炭鉄鋼共同体に譲った。
パリ条約の調印から6年後に、欧州石炭鉄鋼共同体の加盟国は欧州経済共同体と欧州原子力共同体の創設を取りまとめたローマ条約に調印した。両共同体は若干の修正がなされているものの、欧州石炭鉄鋼共同体の持つ構造や理念に基づいて設立されている。パリ条約が発効から50年後に効力を失うのとは異なり、ローマ条約には期限が設定されていない。この新たな共同体はそれぞれ関税同盟と原子力エネルギーでの協力体制を構築するものであったが、その後対象とする分野が急速に拡張され、欧州経済共同体が政治面での統合において最も大きな役割を持つようになったのに対して、欧州石炭鉄鋼共同体の存在感は薄くなっていった。

### 統合、消滅
法令上は別個の組織で閣僚理事会や最高機関・共同体委員会もそれぞれに設置されていたが、欧州石炭鉄鋼共同体、欧州経済共同体、欧州原子力共同体は議員総会（のちの欧州議会）や欧州司法裁判所を共有していた。その後重複による無駄を省くため、ブリュッセル条約により3共同体の機関が統合された。また欧州経済共同体はのちの欧州連合における3つの柱の1つとなった。
パリ条約は欧州諸共同体や欧州連合が発展、拡大するにつれてたびたび修正がなされていった。また2002年にパリ条約が失効することもあり、その後の対処に関する議論が1990年代初頭から始められたが、規定どおり失効させることが決定された。欧州石炭鉄鋼共同体の対象分野についてはローマ条約に移し、未処分の財産や欧州石炭鉄鋼共同体の研究基金についてはニース条約の附属議定書で扱うこととなった。2002年7月23日にパリ条約は失効し、ブリュッセルの欧州委員会本部の前で掲げられていた欧州石炭鉄鋼共同体の旗は降ろされて欧州旗に取り替えられた。

### 条約の変遷
| 署名 発効 条約    | 1948年 ブリュッセル | 1951年 1952年 パリ        | 1954年 1955年 パリ協定    | 1957年 1958年 ローマ      | 1965年 1967年 統合        | 1986年 1987年 単一議定書   | 1992年 1993年 マーストリヒト | 1992年 1993年 マーストリヒト | 1997年 1999年 アムステルダム | 2001年 2003年 ニース | 2001年 2003年 ニース | 2007年 2009年 リスボン |  |  |  |  |  |  |  |  |
|                   |                     |                           |                           |                           |                           |                            |                              |                              |                              |                      |                      |                        |  |  |  |  |  |  |  |  |
| 欧州諸共同体 (EC) | 欧州諸共同体 (EC)   | 欧州連合 (EU) 3つの柱構造 | 欧州連合 (EU) 3つの柱構造 | 欧州連合 (EU) 3つの柱構造 | 欧州連合 (EU) 3つの柱構造 | 欧州連合 (EU) 3つの柱構造  |                              |                              |                              |                      |                      |                        |  |  |  |  |  |  |  |  |
|                   | 欧州原子力共同体    | 欧州原子力共同体          | → I                       |                           |                           |                            | ← I                          |                              |                              |                      |                      |                        |  |  |  |  |  |  |  |  |
|                   |                     |                           | → I                       | 欧州石炭鉄鋼共同体 (ECSC) | 欧州石炭鉄鋼共同体 (ECSC) | 2002年に失効・共同体消滅   | 2002年に失効・共同体消滅     |                              | 欧州連合 (EU)                |                      |                      |                        |  |  |  |  |  |  |  |  |
|                   |                     |                           | → I                       | 欧州経済共同体 (EEC)      | 欧州経済共同体 (EEC)      |                            | ← I                          | 欧州共同体 (EC)              | 欧州共同体 (EC)              |                      |                      |                        |  |  |  |  |  |  |  |  |
|                   |                     |                           | → III                     | 司法・内務 協力           |                           |                            | ← I                          | 欧州共同体 (EC)              | 欧州共同体 (EC)              |                      |                      |                        |  |  |  |  |  |  |  |  |
|                   | 警察・刑事司法協力  | 警察・刑事司法協力        | → III                     | 司法・内務 協力           | ←                         |                            |                              |                              |                              |                      |                      |                        |  |  |  |  |  |  |  |  |
| 欧州政治協力      | →                   | 共通外交・安全保障政策    | 共通外交・安全保障政策    | 共通外交・安全保障政策    | ← II                      |                            |                              |                              |                              |                      |                      |                        |  |  |  |  |  |  |  |  |
| （組織未設立）    | （組織未設立）      | 西欧同盟                  | 西欧同盟                  | 西欧同盟                  | 西欧同盟                  |                            |                              |                              |                              |                      |                      |                        |  |  |  |  |  |  |  |  |
| （組織未設立）    | （組織未設立）      | 西欧同盟                  | 西欧同盟                  | 西欧同盟                  | 西欧同盟                  | （2010年に条約の効力停止） |                              |                              |                              |                      |                      |                        |  |  |  |  |  |  |  |  |
|                   |                     |                           |                           |                           |                           |                            |                              |                              |                              |                      |                      |                        |  |  |  |  |  |  |  |  |

## 機関
欧州石炭鉄鋼共同体の機関には最高機関、共同総会、閣僚特別理事会、司法裁判所があった。また付属機関として諮問評議会が最高機関に設置されていた。これらの機関は1967年の欧州諸共同体発足時に統合されたが、諮問評議会だけは2002年のパリ条約失効時まで独立して存続していた。
パリ条約では機関の所在地について加盟国の総意で決めるよううたっていたが、これについては激しい議論となった。その場しのぎの妥協として、共同総会はストラスブールとしたものの、それ以外の機関は暫定的にルクセンブルク市に置かれた。

### 最高機関

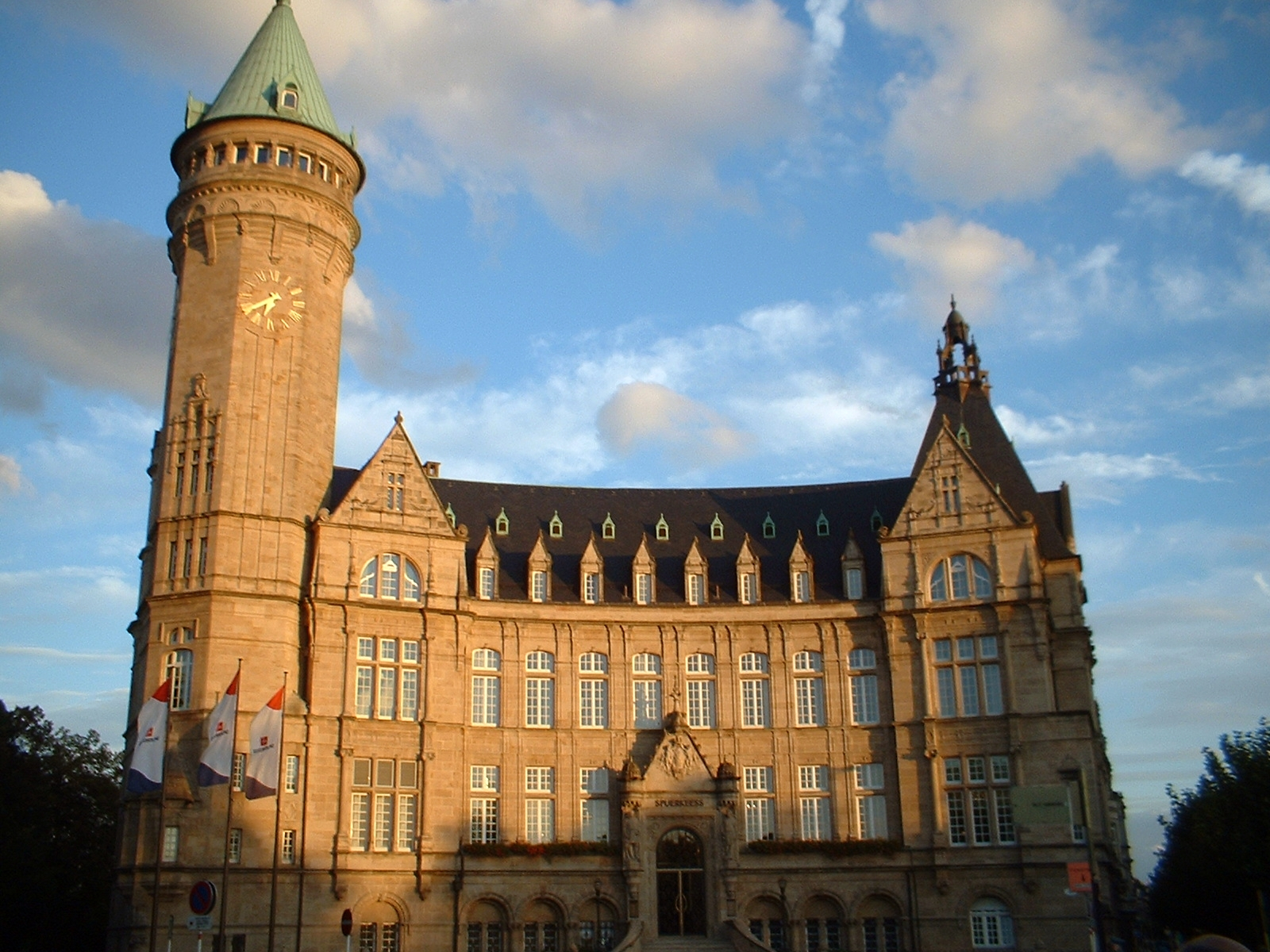
ルクセンブルク国立貯蓄銀行本館
欧州石炭鉄鋼共同体最高機関の本部が置かれていた。

欧州委員会の前身である最高機関は9人で構成され、共同体の運営にあたる執行機関である。フランス、西ドイツ、イタリアから2人ずつが、ベネルクスから1人ずつが委員に任命された。委員に任命された9人は自らの中から1人を委員長に指名する。
委員は出身国政府から任命されるが、出身国の国益を代表するのではなく共同体全体の一般的利益を忠実に守るとされた。また委員の独立性については、共同体以外の役職を兼ねることや事業を行って利益を受け取ることが禁止されていたことからも確保されていた。
最高機関の理念として画期的な点はそのスープラナショナルな性格である。条約の目的達成を確保したり、共同市場が円滑に機能したりするためには幅広い分野で競合することがある。最高機関は3種類の法令でこれらに対応してきた。それらには、加盟国内で直接的に効力をもつ決定、目的には拘束力が与えられるもののその達成手段は加盟国に裁量が認められる勧告、そして一切の拘束力をもたない意見がある。
1967年の統合まで最高機関の委員長には以下の5人が任命され、また統合直前には暫定委員長が置かれていた。
- ジャン・モネ（ フランス出身、1952年8月7日 - 1955年6月3日）
- ルネ・マイエール （ フランス出身、1955年6月4日 - 1958年1月6日）
- ポール・フィネ （ ベルギー出身、1958年1月7日 - 1959年9月15日）
- ピエロ・マルヴェスティーティ （ イタリア出身、1959年9月16日 - 1963年10月22日）
- リナルド・デル・ボー （ イタリア出身、1963年10月23日 - 1967年2月28日）
- アルベルト・コッペ （ ベルギー出身、1963年3月1日 - 1967年7月6日：暫定）

### その他の機関
共同総会は78名で構成され、執行機関である最高機関の監督にあたっていた。共同総会の議員は各国議会内で互選された議員か、市民が直接選んだ人物であるとされた。ただ実際には前者だけしかおらず、またローマ条約が発効するまで選挙を実施する必要がなかったうえに、直接選挙が初めて実施されたのは1979年のことである。しかしながら共同総会という議会組織は各国政府の代表者で構成される従来の国際機関とは異なるものであるということが強調されており、それはパリ条約において「諸国民の代表」という文言が用いられているところに表れている。共同総会はシューマンの構想には盛り込まれていなかったが、パリ条約の協議の2日目にジャン・モネが提案して創設されることになった。共同総会の設置は民主的な配慮を示すもので、正式な権限は与えられていないものの最高機関を統制する意味合いを持たせている。共同総会の初代議長にはポール＝アンリ・スパークが選ばれた。
欧州連合理事会の前身である閣僚特別理事会は各国政府の代表者で構成されていた。また議長は加盟国が3か月ごとにアルファベット順の輪番制で務めていた。閣僚特別理事会の重要な点は最高機関と各国政府の政策執行の調整であり、当時国内の一般的な経済政策については加盟国政府があたっていた。さらに理事会は最高機関が担当する政策のなかで、特定分野について意見を述べることが求められていた。石炭と鉄鋼に関する案件に限っては最高機関が排他的に扱い、これらの政策分野について理事会はただ監視にあたるのみであった。ところが石炭と鉄鋼以外の政策分野では理事会の同意が求められた。
司法裁判所の使命はパリ条約の解釈・適用を行い、欧州石炭鉄鋼共同体の法令遵守を確保することであった。裁判所は各国政府の総意で任命された7人の判事で構成され、任期は6年である。判事の国籍については問われることがなく、ただ適性が認められ、その独自性に疑念がもたれないということが要件となっている。さらに2人の法務官が裁判所を補佐している。
欧州連合の経済社会評議会に似たような機関であった諮問評議会は、石炭・鉄鋼産業の生産者、労働者、消費者、販売者から人数が平等にされた、30人から50人ほどの議員で構成されていた。議員の任期は2年間で、任命した組織の負託や制約を受けていない人物とされていた。評議会には全員出席の総会、事務局、議長が設置されていた。最高機関は評議会に対して、特定の分野の案件について適切な機会に諮問し、また情報を開示する義務を負っていた。ほかの機関が統合されていったなかで2002年まで諮問評議会は独立性を維持し、パリ条約が失効した後は経済社会委員会にその機能が引き継がれた。ただしそれぞれに同じ案件が諮られたときは、独立性を維持しつつも諮問評議会は経済社会評議会と協調していた。

## 成果と失敗
欧州石炭鉄鋼共同体は鉄鋼の生産量を増加させた。石炭については雇用と生産量を減らしながら生産性を向上させた。加盟国間では、石炭の貿易量は10倍となるなど通商関係が促進された。最高機関は生産量の向上と経費削減を促すために産業界へ280件も融資を実施していた。また、国境通過の際の関税を廃止したことで経費がさらに削減された。最終的に石炭価格は米国炭のダンピングに屈した。西ドイツは石炭に対するエネルギー依存を1967年に前年の3701ペタジュールから3291ペタジュールへ縮小させた。
西ドイツの対アジア輸出は1952年に8億マルク程度だったのが、1956年に19.95億マルクに増えた。1956年の輸出先ではインドが突出して8.19億マルクであった。このように輸出が伸びた時期にちょうどインド準備銀行が行った外資等の実態における調査は、英米ないし国際機関による投融資が主体であった事実を記録している。西ドイツからの輸入は英米等の直接投資が呼び込んだものと推察される。数字としては成功だが、しかし金融においては当時から英米に主導権を握られていた（フランスが良い例）。
厚生面では欧州復興に貢献した。15年以上にわたり労働者に対して11万2500件の共同住宅購入向けの融資を実施し、1件あたり平均で1,770USドルを貸与されたことで労働者は手の届かなかった住宅を購入することができた。さらに欧州石炭鉄鋼共同体は、石炭・鉄鋼関連施設が閉鎖されて職を失った労働者の転職にかかる費用の半額を支払った。地域の再開発支援とあわせて欧州石炭鉄鋼共同体は1億5000万ドルを拠出して10万件の雇用を創出し、その3分の1は失業した石炭・鉄鋼関連の労働者に割り当てた。欧州石炭鉄鋼共同体が考案した社会保障政策は加盟国政府の一部で石炭・鉄鋼業以外の労働者にもその対象を広げられていた。